# 1994-es atlétikai Európa-bajnokság
Az 1994-es atlétikai Európa-bajnokságot augusztus 7. és augusztus 14. között rendezték Helsinkiben, Finnországban. Az Eb-n 44 versenyszám volt. Új versenyszámként a női hármasugrás került a programba.

## A magyar sportolók eredményei
Magyarország az Európa-bajnokságon 27 sportolóval képviseltette magát.
Érmesek
| Érem  | Versenyző    | Versenyszám  | Dátum        |
| ----- | ------------ | ------------ | ------------ |
| Ezüst | Ináncsi Rita | Női tízpróba | augusztus 9. |

## Éremtáblázat
(A táblázatban a rendező nemzet eltérő háttérszínnel kiemelve.)
| Helyezés | Nemzet           | Arany | Ezüst | Bronz | Összesen |
| 1.       | Oroszország      | 10    | 8     | 7     | 25       |
| 2.       | Nagy-Britannia   | 6     | 5     | 2     | 13       |
| 3.       | Németország      | 5     | 4     | 5     | 14       |
| 4.       | Franciaország    | 4     | 3     | 2     | 9        |
| 5.       | Ukrajna          | 3     | 6     | 3     | 12       |
| 6.       | Spanyolország    | 3     | 2     | 4     | 9        |
| 7.       | Norvégia         | 3     | 2     | 1     | 6        |
| 8.       | Olaszország      | 2     | 3     | 3     | 8        |
| 9.       | Portugália       | 2     | 1     | 0     | 3        |
| 10.      | Bulgária         | 2     | 0     | 3     | 5        |
| 11.      | Fehéroroszország | 1     | 4     | 0     | 5        |
| 12.      | Finnország       | 1     | 1     | 0     | 2        |
| 13.      | Írország         | 1     | 0     | 0     | 1        |
| 13.      | Szlovénia        | 1     | 0     | 0     | 1        |
| 15.      | Svédország       | 0     | 2     | 0     | 2        |
| 16.      | Belgium          | 0     | 1     | 2     | 3        |
| 17.      | Csehország       | 0     | 1     | 1     | 2        |
| 17.      | Lengyelország    | 0     | 1     | 1     | 2        |
| 19.      | Magyarország     | 0     | 1     | 0     | 1        |
| 20.      | Románia          | 0     | 0     | 3     | 3        |
| 21.      | Svájc            | 0     | 0     | 2     | 2        |
| 22.      | Horvátország     | 0     | 0     | 1     | 1        |
| 22.      | Görögország      | 0     | 0     | 1     | 1        |
| 22.      | Lettország       | 0     | 0     | 1     | 1        |
| 22.      | Litvánia         | 0     | 0     | 1     | 1        |
| Összesen | Összesen         | 44    | 45    | 43    | 132      |

## Érmesek
- WR – világrekord
- CR – Európa-bajnoki rekord
- AR – kontinens rekord
- NR – országos rekord

### Férfi
| Versenyszám     | Arany                                                                                 | Arany     | Ezüst                                                                                               | Ezüst     | Bronz                                                                           | Bronz     |
| --------------- | ------------------------------------------------------------------------------------- | --------- | --------------------------------------------------------------------------------------------------- | --------- | ------------------------------------------------------------------------------- | --------- |
| 100 m           | Linford Christie · Nagy-Britannia                                                     | 10,14     | Geir Moen · Norvégia                                                                                | 10,20     | Aleksandr Porkhomovskiy · Oroszország                                           | 10,31     |
| 200 m           | Geir Moen · Norvégia                                                                  | 20,30     | Vladyslav Dolohodin · Ukrajna                                                                       | 20,47     | Patrick Stevens · Belgium                                                       | 20,68     |
| 400 m           | Du'aine Ladejo · Nagy-Britannia                                                       | 45,09     | Roger Black · Nagy-Britannia                                                                        | 45,20     | Matthias Rusterholz · Svájc                                                     | 45,96     |
| 800 m           | Andrea Benvenuti · Olaszország                                                        | 1:46,12   | Vebjørn Rodal · Norvégia                                                                            | 1:46,53   | Tomás de Teresa · Spanyolország                                                 | 1:46,56   |
| 1500 m          | Fermín Cacho · Spanyolország                                                          | 3:35,27   | Isaac Viciosa · Spanyolország                                                                       | 3:36,01   | Branko Zorko · Horvátország                                                     | 3:36,88   |
| 5000 m          | Dieter Baumann · Németország                                                          | 13:36,93  | Robert Denmark · Nagy-Britannia                                                                     | 13:37,50  | Abel Antón · Spanyolország                                                      | 13:38,04  |
| 10 000 m        | Abel Antón · Spanyolország                                                            | 28:06,03  | Vincent Rousseau · Belgium                                                                          | 28:06,63  | Stéphane Franke · Németország                                                   | 28:07,95  |
| Maraton         | Martín Fiz · Spanyolország                                                            | 2:10:31   | Diego García · Spanyolország                                                                        | 2:10:46   | Alberto Juzdado · Spanyolország                                                 | 2:11:18   |
| 110 m gát       | Colin Jackson · Nagy-Britannia                                                        | 13,08     | Florian Schwarthoff · Németország                                                                   | 13,16     | Tony Jarrett · Nagy-Britannia                                                   | 13,23     |
| 400 m gát       | Oleg Tverdokhleb · Ukrajna                                                            | 48,06     | Sven Nylander · Svédország                                                                          | 48,22     | Stéphane Diagana · Franciaország                                                | 48,23     |
| 3000 m akadály  | Alessandro Lambruschini · Olaszország                                                 | 8:28,68   | Angelo Carosi · Olaszország                                                                         | 8:29,81   | William Van Dijck · Belgium                                                     | 8:30,93   |
| 20 km gyaloglás | Mikhail Shchennikov · Oroszország                                                     | 1:18:45   | Yevgeniy Misyulya · Fehéroroszország                                                                | 1:19:22   | Valentí Massana · Spanyolország                                                 | 1:20:33   |
| 50 km gyaloglás | Valeriy Spitsyn · Oroszország                                                         | 3:41:07   | Thierry Toutain · Franciaország                                                                     | 3:43:52   | Giovanni Perricelli · Olaszország                                               | 3:43:55   |
| 4x100 m váltó   | Franciaország · Hermann Lomba · Eric Perrot · Jean-Charles Trouabal · Daniel Sangouma | 38,57     | Ukrajna · Serhiy Osovych · Oleh Kramarenko · Dmytro Vanyayikin · Vladyslav Dolohodin                | 38,98     | Olaszország · Ezio Madonia · Domenico Nettis · Giorgio Marras · Sandro Floris   | 38,99     |
| 4x400 m váltó   | Nagy-Britannia · David McKenzie · Roger Black · Brian Whittle · Du'aine Ladejo        | 2:59,13   | Franciaország · Pierre-Marie Hilaire · Jacques Farraudiére · Jean-Louis Bannouli · Stéphane Diagana | 3:01,11   | Oroszország · Mikhail Vdovin · Dmitriy Bey · Dmitriy Kosov · Dmitriy Golovastov | 3:03,10   |
| Magasugrás      | Steinar Hoen · Norvégia                                                               | 235 cm    | Artur Partyka · Lengyelország · Steve Smith · Nagy-Britannia                                        | 233 cm    | nem adták ki                                                                    |           |
| Távolugrás      | Ivaylo Mladenov · Bulgária                                                            | 809 cm    | Milan Gombala · Csehország                                                                          | 804 cm    | Konstantinos Koukodimos · Görögország                                           | 801 cm    |
| Rúdugrás        | Radion Gataullin · Oroszország                                                        | 600 cm    | Igor Trandenkov · Oroszország                                                                       | 590 cm    | Jean Galfione · Franciaország                                                   | 585 cm    |
| Hármasugrás     | Denis Kapustin · Oroszország                                                          | 17,62 m   | Serge Hélan · Franciaország                                                                         | 17,55 m   | Māris Bružiks · Lettország                                                      | 17,20 m   |
| Súlylökés       | Aleksandr Klimenko · Ukrajna                                                          | 20,78 m   | Oleksandr Bagach · Ukrajna                                                                          | 20,34 m   | Roman Virasztyuk · Ukrajna                                                      | 19,59 m   |
| Diszkoszvetés   | Vladimir Dubrovshchik · Fehéroroszország                                              | 64,78 m   | Dmitrij Sevcsenko · Oroszország                                                                     | 64,56 m   | Jürgen Schult · Németország                                                     | 64,18 m   |
| Gerelyhajítás   | Steve Backley · Nagy-Britannia                                                        | 85,20 m   | Seppo Räty · Finnország                                                                             | 82,90 m   | Jan Železný · Csehország                                                        | 82,58 m   |
| Kalapácsvetés   | Vasiliy Sidorenko · Oroszország                                                       | 81,10 m   | Igor Astapkovich · Fehéroroszország                                                                 | 80,40 m   | Heinz Weis · Németország                                                        | 78,48 m   |
| Tízpróba        | Alain Blondel · Franciaország                                                         | 8453 pont | Henrik Dagård · Svédország                                                                          | 8362 pont | Lev Lobodin · Ukrajna                                                           | 8201 pont |

### Női
| Versenyszám     | Arany                                                                               | Arany     | Ezüst                                                                                             | Ezüst     | Bronz                                                                               | Bronz     |
| --------------- | ----------------------------------------------------------------------------------- | --------- | ------------------------------------------------------------------------------------------------- | --------- | ----------------------------------------------------------------------------------- | --------- |
| 100 m           | Irina Privalova · Oroszország                                                       | 11,02     | Zsanna Pintuszevics · Ukrajna                                                                     | 11,10     | Melanie Paschke · Németország                                                       | 11,28     |
| 200 m           | Irina Privalova · Oroszország                                                       | 22,32     | Zsanna Pintuszevics · Ukrajna                                                                     | 22,77     | Galina Malchugina · Oroszország                                                     | 22,90     |
| 400 m           | Marie-José Pérec · Franciaország                                                    | 50,33     | Svetlana Goncharenko · Oroszország                                                                | 51,24     | Phylis Smith · Nagy-Britannia                                                       | 51,30     |
| 800 m           | Lyubov Gurina · Oroszország                                                         | 1:58,55   | Natalya Dukhnova · Fehéroroszország                                                               | 1:58,55   | Lyudmila Rogachova · Oroszország                                                    | 1:58,69   |
| 1500 m          | Lyudmila Rogachova · Oroszország                                                    | 4:18,93   | Kelly Holmes · Nagy-Britannia                                                                     | 4:19,30   | Yekaterina Podkopayeva · Oroszország                                                | 4:19,37   |
| 3000 m          | Sonia O’Sullivan · Írország                                                         | 8:31,84   | Yvonne Murray · Nagy-Britannia                                                                    | 8:36,48   | Szabó Gabriella · Románia                                                           | 8:40,08   |
| 10 000 m        | Fernanda Ribeiro · Portugália                                                       | 31:08,75  | Conceição Ferreira · Portugália                                                                   | 31:32,82  | Daria Nauer · Svájc                                                                 | 31:35,96  |
| Maraton         | Manuela Machado · Portugália                                                        | 2:29:54   | Maria Curatolo · Olaszország                                                                      | 2:30:33   | Adriana Barbu · Románia                                                             | 2:30:55   |
| 100 m gát       | Svetla Dimitrova · Bulgária                                                         | 12,72     | Yuliya Graudyn · Oroszország                                                                      | 12,93     | Jordanka Donkova · Bulgária                                                         | 12,93     |
| 400 m gát       | Sally Gunnell · Nagy-Britannia                                                      | 53,33     | Silvia Rieger · Németország                                                                       | 54,68     | Anna Knoroz · Oroszország                                                           | 54,68     |
| 10 km gyaloglás | Sari Essayah · Finnország                                                           | 42:37     | Annarita Sidoti · Olaszország                                                                     | 42:43     | Yelena Nikolayeva · Oroszország                                                     | 42:43     |
| 4x100 m váltó   | Németország · Melanie Paschke · Silke Knoll · Bettina Zipp · Silke Lichtenhagen     | 42,90     | Oroszország · Natalya Anisimova · Marina Trandenkova · Galina Malchugina · Irina Privalova        | 42,96     | Bulgária · Desislava Dimitrova · Svetla Dimitrova · Anelia Nuneva · Petya Pendareva | 43,00     |
| 4x400 m váltó   | Franciaország · Francine Landre · Evelyn Elien · Viviane Dorsile · Marie-José Pérec | 3:22,34   | Oroszország · Natalya Khrushcheleva · Yelena Andreyeva · Tatyana Sacharova · Svetlana Goncharenko | 3:24,06   | Németország · Karin Janke · Heike Meißner · Uta Rohländer · Anja Rücker             | 3:24,10   |
| Magasugrás      | Britta Bilač · Szlovénia                                                            | 200 cm    | Yelena Gulyayeva · Oroszország                                                                    | 196 cm    | Nelė Žilinskienė · Litvánia                                                         | 193 cm    |
| Távolugrás      | Heike Drechsler · Németország                                                       | 714 cm    | Inessa Kravets · Ukrajna                                                                          | 699 cm    | Fiona May · Olaszország                                                             | 690 cm    |
| Hármasugrás     | Anna Biryukova · Oroszország                                                        | 14,89 m   | Inna Lasovskaya · Oroszország                                                                     | 14,85 m   | Inessa Kravets · Ukrajna                                                            | 14,67 m   |
| Súlylökés       | Vita Pavlysh · Ukrajna                                                              | 19,61 m   | Astrid Kumbernuss · Németország                                                                   | 19,49 m   | Svetla Mitkova · Bulgária                                                           | 19,45 m   |
| Diszkoszvetés   | Ilke Wyludda · Németország                                                          | 68,72 m   | Ellina Zvereva · Fehéroroszország                                                                 | 64,46 m   | Mette Bergmann · Norvégia                                                           | 64,34 m   |
| Gerelyhajítás   | Trine Hattestad · Norvégia                                                          | 68,00 m   | Karen Forkel · Németország                                                                        | 66,10 m   | Felicia Moldovan · Románia                                                          | 64,34 m   |
| Hétpróba        | Sabine Braun · Németország                                                          | 6419 pont | Ináncsi Rita · Magyarország                                                                       | 6404 pont | Urszula Włodarczyk · Lengyelország                                                  | 6322 pont |